# Roumoules
Roumoules ist eine französische Gemeinde mit 732 Einwohnern (Stand 1. Januar 2022) im Département Alpes-de-Haute-Provence in der Region Provence-Alpes-Côte d’Azur. Sie gehört zum Kanton Riez im Arrondissement Forcalquier.
Die Gemeinde hat eine Fläche von 26,04 km² und liegt auf einer Höhe von 600 m im Tal des Flusses Colostre im Regionalen Naturpark Verdon.
In der Nähe von Roumoules betreibt Radio Monte Carlo seit 1974 eine große Sendeanlage für Lang- und Mittelwelle.

## Bevölkerungsentwicklung
| Jahr                       | 1962 | 1968 | 1975 | 1982 | 1990 | 1999 | 2006 | 2016 |
| Einwohner                  | 163  | 214  | 249  | 301  | 469  | 631  | 716  | 742  |
| Quellen: Cassini und INSEE |      |      |      |      |      |      |      |      |

## Persönlichkeiten
- Léon Spariat (1861–1936), römisch-katholischer Geistlicher und Dichter

## Baudenkmäler
Siehe: Liste der Monuments historiques in Roumoules